# Japans herrlandslag i fotboll
Japans herrlandslag i fotboll representerar Japan i fotboll för herrar. Japan har ett av Asiens bästa fotbollslandslag på herrsidan. Japans herrlandslag har haft flera framgångar, bland annat OS-brons 1968.
- Förbundskapten: Akira Nishino (2018-)

## Meriter
- VM i fotboll: 1998, 2002, 2006, 2010, 2014, 2018
- Asiatiska mästerskapet i fotboll: 
  - Mästare: 1992, 2000, 2004 och 2011
- Olympiska spelen: 1936, 1956, 1964, 1968, 1996, 2000, 2004, 2008, 2012, 2016
  - OS-brons 1968
- Fifa Confederations Cup: 2005, 2013
  - Gruppspel 2005 och 2013

## Historia

### Fjärran Östernspelen och OS
Japan spelade sin första landskamp den 9 maj 1917 i Tokyo mot Kina och förlorade med 0-5 i samband med Fjärran Östernspelen (Far Eastern Championship Games). I andra matchen blev det också förlust, mot Filippinerna som då var ett USA-territorium. Första segern för Japan kom vid Fjärran Östernspelen 1927 i Shanghai i Kina, 4-3 mot Filippinerna. Vid 1930 års Fjärran Östernspel i Tokyo tog Japan första poängen mot Kina, 3-3. Under fotbollsturneringen vid de olympiska spelen i Berlin i Tyskland 1936 slog Japan ut Sverige med 3-2 och det japanska fotbollslandslaget är för många känt genom denna tidiga framgång. I andra omgången blev det dock stryk mot Italien med 0-8 och Japan var utslagna ur turneringen.
Vid en 3-nationersturnering i Manchuriet lyckades Japan den 2 september 1939 för första gången vinna över ärkerivalen Kina. 3-0 skrevs de japanska segersiffrorna till.
Den första stora framgången för japansk landslagsfotboll kom 1968 då man vann OS-brons i Mexiko. Dettmar Cramer sågs som mannen bakom framgångarna då han som FIFA:s utsände arbetar med att utveckla japansk fotboll under 1960-talet.

### Japan i VM
Senare har det japanska landslaget blivit allt bättre och 1998 spelade man för första gången VM, som det året avgjordes i Frankrike. Japans första VM slutade i gruppspelet men man fick en mängd rutin inför VM 2002, där Japan och Sydkorea delade på arrangörskapet. 2002 kunde man inför en frenetiskt hejande hemmapublik gå vidare från gruppspelet. I åttondelsfinalen åkte man sedan ut mot de blivande bronsmedaljörerna Turkiet. Japan kvalificerade sig för VM i Tyskland 2006, men misslyckades där med att ta sig vidare till åttondelsfinal. 2010 kunde Japan ta sig vidare från gruppspelet efter segrar mot Kamerun och Danmark, trots förlust mot Nederländerna. I åttondelsfinalen mot Paraguay blev det mållöst, och till sist förlorade man på straffar.

### Japan i de asiatiska mästerskapen
Japan vann asiatiska mästerskapet 1992, 2000, 2004 och 2011.

## Nuvarande trupp
Följande spelare blev kallade till träningsmatch mot Brasilien och Belgien 10 och 14 november 2017.
| Nr | Pos. | Namn                 | Födelsedatum (ålder) | Matcher | Mål |           | Klubb               |  |
| -- | ---- | -------------------- | -------------------- | ------- | --- | --------- | ------------------- |  |
|    | MV   | Eiji Kawashima       | 20 mars 1983         | 79      | 0   | Frankrike | Metz                |  |
|    | MV   | Shusaku Nishikawa    | 18 juni 1986         | 31      | 0   | Japan     | Urawa Red Diamonds  |  |
|    | MV   | Masaaki Higashiguchi | 12 maj 1986          | 3       | 0   | Japan     | Gamba Osaka         |  |
|    |      |                      |                      |         |     |           |                     |  |
|    | F    | Gen Shoji            | 11 december 1992     | 6       | 0   | Japan     | Kashima Antlers     |  |
|    | F    | Shintaro Kurumaya    | 5 april 1992         | 1       | 0   | Japan     | Kawasaki Frontale   |  |
|    | F    | Yuto Nagatomo        | 12 september 1986    | 100     | 3   | Italien   | Inter               |  |
|    | F    | Maya Yoshida         | 24 augusti 1988      | 79      | 10  | England   | Southampton         |  |
|    | F    | Gōtoku Sakai         | 14 mars 1991         | 36      | 0   | Tyskland  | Hamburger SV        |  |
|    | F    | Hiroki Sakai         | 12 april 1990        | 39      | 0   | Frankrike | Marseille           |  |
|    | F    | Tomoaki Makino       | 11 maj 1987          | 27      | 3   | Japan     | Urawa Red Diamonds  |  |
|    | F    | Genta Miura          | 1 mars 1995          | 0       | 0   | Japan     | Gamba Osaka         |  |
|    |      |                      |                      |         |     |           |                     |  |
|    | MF   | Makoto Hasebe        | 18 februari 1984     | 106     | 2   | Tyskland  | Eintracht Frankfurt |  |
|    | MF   | Hotaru Yamaguchi     | 6 oktober 1990       | 36      | 2   | Japan     | Cerezo Osaka        |  |
|    | MF   | Ryota Nagaki         | 4 juni 1988          | 3       | 0   | Japan     | Kashima Antlers     |  |
|    | MF   | Yosuke Ideguchi      | 23 augusti 1996      | 6       | 1   | Japan     | Gamba Osaka         |  |
|    | MF   | Wataru Endo          | 9 februari 1993      | 11      | 0   | Japan     | Urawa Red Diamonds  |  |
|    | MF   | Shu Kurata           | 26 november 1988     | 6       | 2   | Japan     | Gamba Osaka         |  |
|    | MF   | Kazuki Nagasawa      | 16 december 1991     | 0       | 0   | Japan     | Urawa Red Diamonds  |  |
|    |      |                      |                      |         |     |           |                     |  |
|    | A    | Genki Haraguchi      | 9 maj 1991           | 27      | 6   | Tyskland  | Hertha Berlin       |  |
|    | A    | Kenyu Sugimoto       | 18 november 1992     | 4       | 1   | Japan     | Cerezo Osaka        |  |
|    | A    | Takashi Inui         | 2 juni 1988          | 24      | 2   | Spanien   | SD Eibar            |  |
|    | A    | Yuya Osako           | 18 maj 1990          | 24      | 7   | Tyskland  | FC Köln             |  |
|    | A    | Takuma Asano         | 10 november 1994     | 15      | 3   | Tyskland  | VfB Stuttgart       |  |
|    | A    | Yuya Kubo            | 24 december 1993     | 10      | 2   | Schweiz   | Young Boys          |  |
|    | A    | Shinzo Koroki        | 31 juli 1986         | 16      | 0   | Japan     | Urawa Red Diamonds  |  |

## Kända spelare
- Junichi Inamoto
- Shinji Kagawa
- Takayuki Morimoto
- Shunsuke Nakamura
- Hidetoshi Nakata
- Shinji Ono
- Naohiro Takahara
- Keisuke Honda
- Ryo Miyaichi
- Yuto Nagatomo

## Förbundskaptener
- Hitoshi Sasaki (1921)
- Masujiro Nishida (1923)
- Goro Yamada (1925)
- Shigeyoshi Suzuki (1930)
- Shigemaru Takenokoshi (1934)
- Shigeyoshi Suzuki (1936)
- Shigemaru Takenokoshi (1938–1940)
- Koichi Kudo (1942)
- Hirokazu Ninomiya (1951)
- Shigemaru Takenokoshi (1951–1956)
- Hidetoki Takahashi (1957)
- Taizo Kawamoto (1958)
- Shigemaru Takenokoshi (1958–1959)
- Hidetoki Takahashi (1960–1962)
- Ken Naganuma (1962–1969)
- Shunichiro Okano (1970–1971)
- Ken Naganuma (1972–1976)
- Hiroshi Ninomiya (1976–1978)
- Yukio Shimomura (1979–1980)
- Masashi Watanabe (1980)
- Saburo Kawabuchi (1980–1981)
- Takaji Mori (1981–1985)
- Yoshinobu Ishii (1986–1987)
- Kenzo Yokoyama (1988–1991)
- Hans Ooft (1992–1993)
- Paulo Roberto Falcão (1994)
- Shu Kamo (1994–1997)
- Takeshi Okada (1997–1998)
- Philippe Troussier (1998–1902)
- Zico (2002–2006)
- Ivica Osim (2006–2007)
- Takeshi Okada (2007–2010)
- Hiromi Hara (2010)
- Alberto Zaccheroni (2010–2014)
- Javier Aguirre (2014–2015)
- Vahid Halilhodžić (2015–2018)
- Akira Nishino (2018)
- Hajime Moriyasu (2018–)